# Gianni Pettenati
Giovanni „Gianni” Pettenati (n. 29 octombrie 1945, Piacenza, Italia – d. 22 februarie 2025, Albenga, Liguria, Italia) a fost un cântăreț italian.